# Maria da Paixão de Jesus
Maria da Paixão de Jesus (Bocaiúva, 3 de abril de 1953 — Osasco, 18 de fevereiro de 2022) era uma atriz e cantora brasileira. Entre 1988 e 1990 esteve chefe de gabinete na gestão de Anna de Holanda Secretária de Cultura do Município de Osasco.

## Carreira
Em 1969 Paixão viu um anuncio no jornal que procurava por atores iniciantes para integrar a versão brasileira do musical Hair, mudando-se para São Paulo, onde foi aprovada na bateria de testes que ocorreram no Teatro Aquarius pelos diretores Ademar Guerra e Altair Lima. Nas duas décadas seguintes realizou uma série de trabalhos no teatro, incluindo as montagens de Morte e Vida Severina, A Moreninha, Jesus Cristo Superstar, Ópera do Malandro e Fundação da Vila de São Vicente, nos quais esteve entre os papeis principais.
 Estreou na televisão apenas em 1977 na novela  Cara a Cara. No ano seguinte a novela Os Adolescentes. Em 2001 interpretou a cozinheira Landa no seriado infantil Acampamento Legal. Em 2003 entrou para o elenco da novela Jamais te Esquecerei e, na sequência, integrou o seriado Turma do Gueto como a mãe do traficante Pernoca. Em 2005 teve seu maior destaque na televisão na novela Essas Mulheres ao interpretar Damiana, dama-de-companhia da protagonista Aurélia, que passa a cuidar dos órfãos após a morte dos pais. Em 2006 integrou o elenco de Cidadão Brasileiro interpretando a parteira Olga, que fugia da ditadura no interior do país. Em 2012 passou a dar aulas de teatro no Projeto Cultura na Veia, em Osasco.

## Filmografia

### Televisão
| Ano     | Título               | Personagem    | Notas          |
| ------- | -------------------- | ------------- | -------------- |
| 1979    | Cara a Cara          | Célia         |                |
| 1981    | Os Adolescentes      | Verônica      |                |
| 2001–02 | Acampamento Legal    | Landa         |                |
| 2003    | Jamais Te Esquecerei | Benedita      |                |
| 2003–04 | Turma do Gueto       | Gardênia      | Temporadas 2–3 |
| 2005    | Essas Mulheres       | Damiana de Sá |                |
| 2006    | Cidadão Brasileiro   | Olga          |                |
| 2019    | Coisa Mais Linda     | Aparecida     |                |

### Cinema
| Ano  | Título           | Personagem    | Nota               |
| ---- | ---------------- | ------------- | ------------------ |
| 1980 | Ato de Violência | Ângela        |                    |
| 2003 | De Passagem      | Mãe de Duílio | [ 8 ]              |
| 2006 | Antônia          | Cida          |                    |
| 2023 | TPM! Meu Amor    | Senhora       | Lançamento póstumo |

## Teatro
| Ano     | Título                          | Personagem         |
| ------- | ------------------------------- | ------------------ |
| 1969–70 | Hair                            | Jeannie            |
| 1971    | I.II.III                        | Ângela             |
| 1973    | Morte e Vida Severina           | Severina           |
| 1974–75 | A Moreninha                     | Clementina         |
| 1976–79 | Sinhá                           | Nalva              |
| 1980    | Jesus Cristo Superstar          | Alnitaka           |
| 1982–83 | Ópera do Malandro               | Jussara Pé de Anjo |
| 1984    | O Vento                         |                    |
| 1985    | Fundação da Vila de São Vicente | Angelina           |
| 1986–88 | Gospel                          | Jessie             |